# Variovorax gossypii
Variovorax gossypii es una bacteria gramnegativa del género Variovorax. Fue descrita en el año 2015. Su etimología hace referencia a la planta Gossypium hirsutum. Es aerobia y móvil por flagelo polar. Tiene un tamaño de 0,3-0,5 μm de ancho por 1,5-3 μm de largo. Catalasa y oxidasa positivas. Forma colonias lisas, circulares y de color beige en agar NA. Temperatura de crecimiento entre 11-36 °C. Se ha aislado de raíces de la planta Gossypium hirsutum en Estados Unidos. 